# Jaan Poska
Jaan Poska (24. ledna 1866 – 7. března 1920) byl estonský politik a právník, první ministr zahraničních věcí Estonska.

## Biografie
V roce 1890 graduoval na Právnické fakultě Tartuské univerzity. Potom pracoval jako advokát v Tallinnu. Během let 1913 až 1917 byl starostou tohoto města. Během výkonu funkce podporoval reformy, jako například reformu zdravotnictví, a založil dvě školy. V dubnu 1917 se stal gubernátorem Autonomní gubernie Estonsko za vlády ruské Prozatímní vlády. Dne 28. listopadu 1917 odmítl Maapäev (estonský zemský sněm) uznat novou vládu bolševiků a prohlásil sám sebe za nejvyšší zákonnou moc Estonska. Estonská republika formálně vyhlásila svou nezávislost dne 24. února 1918, přesto byla fakticky okupována vojsky Německého císařství až do konce první světové války. Stejného dne byl Poska jmenován ministrem zahraničních věcí nové republiky. Pohyboval se v Západní Evropě, kde se snažil získat diplomatické uznání Estonska, a poté se zúčastnil pařížská mírové konference. Vedl vyjednávání míru se Sovětským Ruskem, které vyústilo v mírovou dohodu z Tartu podepsanou 2. února 1920.
Za svou činnost během bojů o nezávislost Estonska byl vyznamenán Křížem svobody 1. třídy za civilní zásluhy (3. řada).